# Parlamentswahl in Nordkorea 1982
Die Parlamentswahl in Nordkorea 1982 fand am 28. Februar 1982 statt. Bei dieser Wahl wurden alle 615 Abgeordneten des Parlaments der Demokratischen Volksrepublik Korea, der Obersten Volksversammlung, neu bestimmt. Es handelte sich um eine Scheinwahl ohne die Möglichkeit Oppositionskandidaten zu wählen oder die Kandidaten des Wahlvorschlages der Demokratischen Front für die Wiedervereinigung des Vaterlandes abzulehnen.

## Wahlergebnis
Nach offiziellen Angaben hatten bis zum Mittag alle registrierten Wähler des Landes mit Ausnahme derjenigen, die nicht im Land waren, abgestimmt und alle haben dem Wahlvorschlag zugestimmt.
Auf ihrer ersten Sitzung der siebten Legislaturperiode vom 5. bis 7. April 1982 wählte die Volksversammlung einstimmig Kim II Sung erneut zum Präsidenten Nordkoreas. Li Jong Ok wurde als Ministerpräsident wiedergewählt und bildete seinen 33-köpfigen Ministerrat.